# Locomotiva kkStB 56
Le locomotive 56 della kkStB erano locomotive a vapore progettate per la trazione di treni merci.

## Storia
Le locomotive della serie furono costruite in 153 unità dalla Floridsdorf, dalla StEG e dalla Wiener Neustadt; vennero numerate 5601–5753 (dal 1905 56.01–153).
Dopo la prima guerra mondiale le locomotive vennero spartite fra diverse compagnie ferroviarie: alcune andarono alle BBÖ austriache mantenendo il numero di gruppo 56, altre alle ČSD cecoslovacche (gruppo 324.1), alle FS italiane (gruppo 261), alle JDŽ jugoslave (gruppo 127-016–018) e alle PKP polacche (gruppo Th20).